# Lomme (voornaam)
Lomme is een mannelijke voornaam die vermoedelijk afgeleid is van de Franse naam Guillaume en bijgevolg etymologisch verbonden is aan de Nederlandse naam Willem (betekenis: gewilde beschermer).
In het noorden van Nederland kan de naam ook afkomstig zijn van de Germaanse naam Lodewijk (betekenis: "beroemde krijger").

## Beroemde naamgenoten
- Lomme Driessens, wielrenner